# Kanumarathon-Weltmeisterschaften 2012
Die 20. Kanumarathon-Weltmeisterschaften fanden vom 22. bis 23. September 2012 im italienischen Rom statt. Der austragende Verband war die ICF.
Die Länge der Strecke betrug 25,8 km, beim Männer-Kajak 30,1 km.
Es wurden vier Wettbewerbe für Männer und zwei Wettbewerbe für Frauen ausgetragen.

## Medaillengewinner

### Herren

#### Canadier
| Disziplin | Gold                            | Zeit      | Silber                           | Zeit      | Bronze                                             | Zeit      |
| --------- | ------------------------------- | --------- | -------------------------------- | --------- | -------------------------------------------------- | --------- |
| C1        | Spanien Manuel Antonio Campos   | 2:05:31 h | Ungarn Peter Nagy                | 2:05:48 h | Deutschland Matthias Ebhardt                       | 2:06:31 h |
| C2        | Spanien Oscar Grana Ramon Ferro | 1:56:06 h | Ungarn Attila Gyore Marton Kover | 1:56:15 h | Spanien Manuel Antonio Campos José Manuel Sanchezi | 1:57:10 h |

#### Kajak
| Disziplin | Gold                               | Zeit      | Silber                                 | Zeit      | Bronze                                 | Zeit      |
| --------- | ---------------------------------- | --------- | -------------------------------------- | --------- | -------------------------------------- | --------- |
| K1        | Spanien Iván Alonso                | 2:11:43 h | Portugal José Ramalho                  | 2:11:44 h | Portugal Fernando Pimenta              | 2:12:02 h |
| K2        | Spanien Iván Alonso Emilio Merchán | 2:02:15 h | Spanien Walter Bouzan Álvaro Fernández | 2:02:17 h | Südafrika Simon van Gysen Jasper Mocke | 2:02:30 h |

### Damen

#### Kajak
| Disziplin | Gold                               | Zeit      | Silber                              | Zeit      | Bronze                            | Zeit      |
| --------- | ---------------------------------- | --------- | ----------------------------------- | --------- | --------------------------------- | --------- |
| K1        | Ungarn Renáta Csay                 | 2:01:02 h | Italien Stefania Cicali             | 2:01:54 h | Bulgarien Berenike Falduma        | 2:02:42 h |
| K2        | Ungarn Renáta Csay Ramóna Farkasdi | 1:54:41 h | Ungarn Stefania Cicali Anna Alberti | 1:54:51 h | Ungarn Réka Hagymási Vanda Kiszli | 1:55:34 h |

## Medaillenspiegel
| Rang   | Nation      | Gold | Silber | Bronze | Gesamt |
| ------ | ----------- | ---- | ------ | ------ | ------ |
| 1      | Spanien     | 4    | 1      | 1      | 6      |
| 2      | Ungarn      | 2    | 2      | 1      | 5      |
| 3      | Italien     | 0    | 2      | 0      | 2      |
| 4      | Portugal    | 0    | 1      | 1      | 2      |
| 5      | Südafrika   | 0    | 0      | 1      | 1      |
| 5      | Deutschland | 0    | 0      | 1      | 1      |
| 5      | Bulgarien   | 0    | 0      | 1      | 1      |
| Gesamt | Gesamt      | 6    | 6      | 6      | 18     |